# Карл II Густав Райнхард Валдемар фон Лайнинген-Вестербург
Карл II Густав Райнхард Валдемар фон Лайнинген-Вестербург (на немски: Karl II Gustav Reinhard Waldemar zu Leiningen-Westerburg; * 28 юни 1747; † 7 юни 1798) е граф на Лайнинген-Вестербург в Нойлайнинген (1787 – 1798).

## Произход
Той е вторият син на граф Георг Карл I Август Лудвиг фон Лайнинген-Вестербург в Нойлайнинген (1717 – 1787) и съпругата му графиня Йохана Елизабет Амалия фон Изенбург-Бюдинген-Филипсайх (1720 – 1780), дъщеря на граф генерал Вилхелм Мориц II фон Изенбург-Бюдинген-Филипсайх (1688 – 1772) и първата му съпруга бургграфиня и графиня Амалия Луиза цу Дона (1680 – 1723). Брат е на Фридрих Вилхелм Георг Карл Лудвиг (1745 – 1764), Хайнрих Ернст Лудвиг (1752 – 1799) и Христиан Лудвиг (1758 – 1793, убит).

## Фамилия
Карл II се жени на 18 юли 1766 г. за Филипина Августа, вилд- и Рейнграфиня цу Грумбах, графиня цу Салм (* 6 февруари 1737; † 2 април 1792). Те имат децата:
- Фердинанд Карл III (1767 – 1813), граф на Лайнинген-Вестербург в Нойлайнинген, женен 1805 г. (развод 1805) за фрайин Анна Мария Антония фон Зиберг цу Зюмерн (1783 – 1827)
- Георг Вилхелм Христоф Ернст (1768 – 1793), убит при Шарлероа
- Август Георг Густав (1770 – 1849, Виена), граф на Лайнинген-Вестербург в Нойлайнинген, женен 1808 г. за Шарлота София Леополдина Шолц фон Шметау (1790 – 1860, Виена)
- Христиан Лудвиг Александер (1771 – 1819), женен на 8 април 1809 г. за графиня Серафина Франциска Мария Анна фон Порция (1788 – 1817)
- Макс Лудвиг Хайнрих Карл (1778 – 1778)
- Амалия Леополдина (1772 – 1812)
- Фридерика Шарлота Елизабет (1774 – 1775)